# علی‌بیلی، زنگیلان
اریتسوانک (ارمنی: Երիցվանք، ترکی آذربایجانی: Alıbəyli علی‌بیلی) یک منطقهٔ مسکونی در جمهوری آرتساخ است که در استان کاشاتاق واقع شده‌است و ۲۴۱ نفر جمعیت دارد.